# Kompress
En kompress (från latin comprimere "trycka ihop") är ett förband gjort av gasväv som används för hemostas (till exempel genom tryck) och skydd av sårytan.
Typiskt är att en kompress hålls på plats med en klisterremsa, och lindas sedan med ett bandage, så att ett mycket lätt tryck anbringas på såret och blodflödet stoppas.